# Todd Ferre
Todd Rivaldo Alberth Ferre (* 15. März 1999 in Jayapura) ist ein indonesischer Fußballspieler.

## Karriere
Todd Ferre erlernte das Fußballspielen in den Jugendmannschaften von SSB Imanuel und PPLP Papua, der Schulmannschaft der Pertamina Soccer School sowie in der Jugendmannschaft des Erstligisten Persipura Jayapura. Hier unterschrieb er 2018 auch seinen ersten Vertrag. Der Verein aus Jayapura spielte in der ersten indonesischen Liga, der Liga 1. Von 2018 bis 2020 absolvierte er für Persipura 47 Erstligaspiele. In der Rückserie der Saison 2020/21 wurde er von dem thailändischen Zweitligisten Lampang FC aus Lampang ausgeliehen. Hier bestritt er bis Saisonende zwölf Ligaspiele. Nach der Ausleihe kehrte er im April 2021 nach Indonesien zurück. Im Mai 2021 wechselte er ablösefrei zum PSS Sleman. Bei dem Verein aus Yogyakarta stand er bis Mitte Juli 2024 unter Vertrag. Nach 45 Ligaspielen wechselte er im Sommer 2024 zum Erstligaaufsteiger PSBS Biak. Nach einer Spielzeit, in der er 26 Ligaspiele bestritt, kehrte er im Sommer 2025 zu seinem ehemaligen Verein Persipura Jayapura zurück.